# Gerald Casale
Pour les articles homonymes, voir Casale.
Gerald Casale, de son vrai nom Gerald Vincent Pizzute, né le 28 juillet 1948 à Ravenna aux États-Unis, est un bassiste et chanteur américain connu pour sa participation au sein du groupe de new wave Devo. Il commence à réaliser les clips du groupe avant de le faire par la suite pour d'autres artistes tels que The Cars (Panorama), Rush (Superconductor), A Perfect Circle (Imagine), Foo Fighters (I'll Stick Around), Soundgarden (Blow Up the Outside World) et Silverchair (Freak et Cemetery).

## Biographie
Né au Robinson Memorial Hospital de Ravenna, il grandit à Kent et est diplômé de la Theodore Roosevelt High School en 1966. Il va ensuite à l'Université d'État de Kent. À la fin des années 1960, il se décrit comme hippie jusqu'à la Fusillade de Kent State University. Impliqué aux côtés de la direction des premières années du KSU Honnors College, il est ami avec deux des victimes de la fusillade : Jeffrey Miller et Allison Krause, abattue non loin de lui. Depuis, il définit ce jour « comme le premier jour où il a arrêté d'être hippie ». Avec Bob Lewis, son frère Bob Casale et Mark Mothersbaugh, ils se servent de cette journée comme catalyseur pour développer le concept de Devolution, avant de former le groupe Devo en 1973.
Avant Devo, Casale joue de la batterie, puis de la basse dans le groupe de blues 15-60-75, aussi connu sous « The Numbers Band ». Il crée des tensions au sein du groupe en proposant d'incorporer des jingles publicitaires et éléments « kitsch » dans leur musique. Il est chassé du groupe après avoir prétendument glissé sur le masque d'un singe ou sur le masque du Colonel Sanders lors d'un concert. Il se concentre dès lors uniquement sur Devo, travaillant régulièrement avec Lewis et Mothersbaugh sur le développement d'un style visuel distinct pour le groupe.
Après la signature d'un contrat de plusieurs millions de dollars avec la Warner Bros pour plusieurs albums, Lewis demande des compensations pour sa contribution au groupe, ce que les membres lui refusent et ils le poursuivent en justice devant la Los Angeles Superior Court pour diffamation déclarant qu'il n'a aucun droit sur le nom ou la théorie de Désévolution. Lewis poursuit l'action devant l'United States District Court du nord de l'Ohio pour vol de propriété intellectuelle. Durant les recherches, Lewis a produit des articles, fait des promotions, des documentaires et une interview enregistrée à l'Akron Art Institute après l'avant-première de In the Beginning was the End. Les autres membres du groupe finissent par créditer Lewis du développement de la théorie de désévolution et lui versent rapidement une somme non-connue.
Se décrivant lui-même comme « le chef de la stratégie » de Devo, Casale est responsable de la plupart des effets visuels du groupe et des costumes, comme l'Energy dome (en). Il dirige aussi la plupart des clips de Devo avec Chuck Statler, mais il en réalise par ailleurs pour d'autres groupes tels que Rush, The Cars, Soundgarden, Silverchair et Foo Fighters. Il dirige même quelques pubs télévisuelles pour le Coca-Cola Light, les scooters Honda, les restaurants Coco et Miller Lite. Les éléments principaux du style de Casale comprennent des angles obliques, des couleurs saturées et délavées sur l'image.
En 2005, il crée son projet solo Jihad Jerry & the Evildoers. L'album Mine is Not a Holy War est plus orienté blues que ceux de Devo. Il contient deux chansons des débuts de Devo et une reprise de He's Always There des The Yardbirds. Comme Jihad Jerry n'a jamais fait de tournée, le personnage théâtral n'apparaît qu'avec Devo pendant des concerts en 2006, ainsi que dans l'émission Red Eye sur Fox News. Casale abandonne le projet en 2007. Il reprend malgré tout le turban de Jihad Jerry lors du concert du DJ et producteur Adam Freeland au festival South by Southwest 2009.
Casale a joué plusieurs types de basses, pour gaucher, la plupart du temps fortement customisée. La plus remarquée fut une basse de la forme d'une goutte d'eau, une Gibson Ripper avec ses cornes sciées et un épais rembourrage sur la partie supérieure, comme on peut le voir dans les clips de Satisfaction et Come Back Jonee. À partir de 1981, il se sert d'une Steinberger L-series pour droitier, qu'il utilise à l'envers. Il a aussi joué sur des basses à clavier, telles qu'un Minimoog, une basse clavier avec oscillateur personnalisé à six entrées Moog et un Roland D-50. Actuellement, il utilise un synthétiseur Korg pour basse.

## Vidéographie
| - 1974 - Devo - In the Beginning Was the End: The Truth about De-Evolution (*) - 1978 - Devo - (I Can't Get No) Satisfaction (*) - 1978 - Devo - Come Back Jonee (*) - 1979 - Devo - The Day My Baby Gave Me a Surprise - 1979 - Devo - Worried Man (morceau du film Human Highway) - 1979 - Devo - The Men Who Make the Music (publié en 1981) - 1980 - The Cars - Panorama (*) - 1980 - The Cars - Touch and Go - 1980 - Devo - Girl U Want (*) - 1980 - Devo - Freedom of Choice (*) - 1980 - Devo - Whip It - 1981 - Devo - Love avecout Anger (*) - 1981 - Devo - Through Being Cool - 1981 - Devo - Beautiful World - 1982 - Devo - Time Out For Fun (*) - 1982 - Devo - Peek-A-Boo! (*) - 1982 - Devo - That's Good (*) - 1983 - Devo - Theme from Doctor Detroit - 1983 - Devo - We're All Devo - 1984 - Devo - Are You Experienced? (*) | - 1985 - Klymaxx - Meeting in the Ladies Room - 1985 - Rush - Mystic Rhythms - 1985 - Jane Siberry - One More Colour - 1988 - Devo - Disco Dancer - 1989 - Rush - Superconductor - 1990 - Devo - Post Post-Modern Man - 1995 - Foo Fighters - I'll Stick Around - 1996 - Soundgarden - Blow Up the Outside World - 1997 - Mint Condition - You Don't Have to Hurt No More - 1997 - Silverchair - Freak - 1997 - Silverchair - Cemetery - 1997 - Cola - Bikeracks - 1997 - Hum - Green to Me - 1997 - Fat - Downtime - 1998 - Ridel High - Self Destructive - 2004 - A Perfect Circle - Imagine - 2006 - Jihad Jerry & The Evildoers - Army Girls Gone Wild (avec Grady Sain) - 2009 - Devo - Don't Shoot (I'm a Man) (avec Davy Force) - 2010 - Devo - Fresh (avec Davy Force) - 2011 - Devo - What We Do (avec Kii Arens et Jason Trucco) |

(*) Codirigé avec Chuck Statler